# Kelet-Azerbajdzsán tartomány

A független Dél-Azerbajdzsán elképzelt lobogója, amelyet egyelőre csak a Nemzeti Ébredés Mozgalom használ

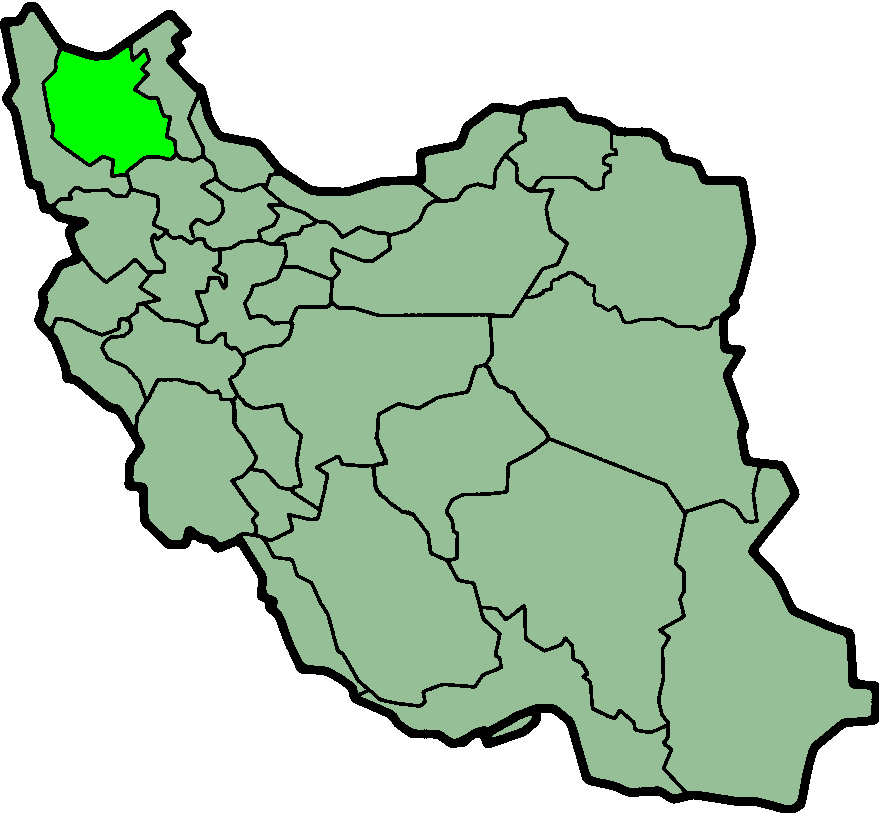
Kelet-Azerbajdzsán tartomány elhelyezkedése Iránban

Kelet-Azerbajdzsán tartomány (perzsául استان آذربایجان شرقی [Ostân-e Âẓarbâyǧân-e Šarqi]) Irán 31 tartományának egyike az ország északnyugati részén. Északon az Azerbajdzsánhoz tartozó autonóm Nahicseván, illetve Örményország Szjunik tartománya és Azerbajdzsán fő része, a többi területen iráni megyék határolják: keleten Ardabil, délen Zandzsán, nyugaton pedig Nyugat-Azerbajdzsán tartomány. Székhelye Tebriz városa. Területe 45 650 km², lakossága 3 527 267 fő.
Qarajadagban (Arasbaran), vagyis az Aras folyó és a Sabalan hegység közötti vidéken hat kurd eredetű síita muszlim török nyelvű törzs él: Chalabianlu, Muhammadkhanlu, Hajialilu, Hassenbeiglu, Husseinkhanlu és Qarachorlu.
A tartomány elszakadásáért küzd Irántól, a Bakuban működő ún. Nemzeti Ébredés Mozgalom, és a Nemzeti Ellenállás Szervezete, melyeket Iránban helyi szervezetek is támogatnak. A céljuk a független Dél-Azerbajdzsán megteremtése. A másik alternatíva az Azerbajdzsánnal való egyesülés, vagyis a Nagy-Azerbajdzsán.

## Népesség
A tartomány népessége az alábbiak szerint alakult:
| Lakosok száma | 3 603 456 | 3 724 620 | 3 909 652 |
|               | 2006      | 2011      | 2016      |

## Közigazgatási beosztása
Kelet-Azerbajdzsán tartomány 2021. decemberi állás szerint 20 megyére (sahrasztán) oszlik. Ezek: Adzsabsir, Ahar, Ázarsahr, Bonáb, Bosztánábád, Csárujmág, Dzsolfá, Hastrud, Herisz, Hodá-áfarin megye, Kalejbar, Malekán, Maráge, Marand, Mijáne, Oszku, Sabesztar, Szaráb, Tebriz, Varzagán.

## Fordítás
- Ez a szócikk részben vagy egészben  a(z)   استان‌های ایران című perzsa Wikipédia-szócikk ezen változatának fordításán alapul.  Az eredeti cikk szerkesztőit annak laptörténete sorolja fel. Ez a jelzés csupán a megfogalmazás eredetét és a szerzői jogokat jelzi, nem szolgál a cikkben szereplő információk forrásmegjelöléseként.